# سرخاب‌کولیان
سرخاب‌کولیان (Phytolaccaceae) تیره‌ای است از میخک‌سانان اغلب علفی گرمسیری یا درختی یا درختچه‌ای با پانزده سرده و ۱۰۰ گونه و گل‌آذین خوشه‌ای.